# HMS Vanessa (D29)
«Ванесса» (англ. HMS Vanessa (D29) — військовий корабель, ескадрений міноносець «Адміралті» типу «V» Королівського військово-морського флоту Великої Британії за часів Першої та Другої світових війн.
«Ванесса» був закладений 16 травня 1917 року на верфі компанії William Beardmore & Company у Клайдбанку. 16 березня 1918 року він був спущений на воду, а 27 квітня 1918 року увійшов до складу Королівських ВМС Великої Британії.
Корабель брав участь у бойових діях на морі в Першій та Другій світових війнах. У роки Другої світової переважно бився в Атлантиці, біля берегів Франції та Англії.

## Історія служби
«Ванесса» прибув на службу в останні місяці Першої світової війни, в бойових діях взяти участь не встигнув, коли завершилися воєнні дії в Європі перемир'ям з Німеччиною 11 листопада 1918 року. Корабель деякий час залишався на службі, під час російської Громадянської війни входив до складу сил Королівського флоту, що брали участь в інтервенції в Балтійських країнах.
31 травня 1919 року есмінець разом з крейсерами «Клеопатра», «Драгон», «Галатея», есмінцями «Воллес», «Вояджер», «Райнек», «Версатайл», «Вівейшос», «Волкер» та двома підводними човнами, патрулювали поблизу острову Сескар, коли з'явилися більшовицький есмінець та броненосець і два інших невеликі кораблі, що намагалися прорватися крізь мінне поле. В результаті вогневого бою «Волкер» уразив ворожий ескадрений міноносець, більшовицький броненосець вів важкий вогонь по британських кораблях. Здійснивши два залпи російські кораблі відступили на схід.
У грудні 1921 року був знятий з експлуатації і переведений до резерву у Росайті, Шотландія.
1939 році «Ванессу» повернули в експлуатацію, а у вересні 1939 року, після вступу Великої Британії у Другу світову війну, корабель увійшов до 17-ї флотилії есмінців у Плімуті. Основною функцією флотилії було супроводження конвоїв та патрулювання навколишніх воду в Ла-Манші та Південно-Західних підходах. «Ванесса» разом з «Вівейшос», «Вейкфул» та «Ванквішер» виконували завдання з супроводу конвою GC з річки Клайд.
13 липня 1940 року з есмінцем «Галант» супроводжували конвой CW 6 у Ла-Манші, коли незабаром після виходу з Дувра він потрапив під німецьку повітряну атаку. Бомба, скинута Ju 87 з StG 1, впала у воду на відстані 5,5 метра за кормою «Ванесси» і вивела зі строю його гвинти. Есмінець «Гріффін» відбуксирував постраждалий корабель до порту. «Ванесса» проходив ремонт на верфі Чатем, який тривав до 4 листопада 1940 року.
У липні 1942 року «Ванесса» діяв у складу 2-ї групи ескорту, що забезпечувала супроводження північноатлантичних конвоїв. До складу групи входила есмінці «Гесперус» та «Вайтхолл» і корвети «Кампанула», «Клематіс», «Дженшен», «Хізер», «Міньйонетт» та «Світбріар». У жовтні 1942 року «Ванесса» супроводжував конвой HX 213, а на початку листопада 1942 року перейшов від HX 213 до ескорту конвою SC 107. 3 листопада 1942 року у взаємодії з корветом «Селандін» відбили атаку німецьких підводних човнів після перехоплення радіопередач ворожими човнами, що переслідували SC 107.
26 грудня північно-західніше Ірландії «Гесперус» та «Ванесса» потопили глибинними бомбами німецький підводний човен U-357.